# Timarni
Timarni là một thị xã và là một nagar panchayat của quận Harda thuộc bang Madhya Pradesh, Ấn Độ.

## Nhân khẩu
Theo điều tra dân số năm 2001 của Ấn Độ, Timarni có dân số 19.178 người. Phái nam chiếm 53% tổng số dân và phái nữ chiếm 47%. Timarni có tỷ lệ 73% biết đọc biết viết, cao hơn tỷ lệ trung bình toàn quốc là 59,5%: tỷ lệ cho phái nam là 81%, và tỷ lệ cho phái nữ là 64%. Tại Timarni, 14% dân số nhỏ hơn 6 tuổi.